# Houda Chaabi
Houda Chaabi (en arabe : هدى شعبي), née le 7 juillet 1986, est une tireuse sportive algérienne.

## Carrière
Houda Chaabi est sacrée championne d'Afrique de tir à la carabine à air à 10 mètres en 2014 au Caire, et remporte la médaille de bronze aux Championnats d'Afrique 2015, toujours au Caire.
Aux Championnats d'Afrique de tir 2019 à Tipaza, Houda Chaabi remporte deux médailles de bronze en tir à la carabine à air à 10 mètres, en individuel et par équipes.
La disqualification de la championne d'Afrique Shimaa Hashad pour dopage entraîne sa qualification pour les Jeux olympiques de Tokyo 2020.
Elle est médaillée d'or en tir à la carabine à air à 10 mètres et médaillée de bronze en tir à la carabine à air à 10 mètres par équipe mixte avec Koceila Adoul  aux championnats d'Afrique de tir 2023 au Caire ; la médaille d'or lui assure une qualification pour les Jeux olympiques de Paris 2024.